# 維倫湖

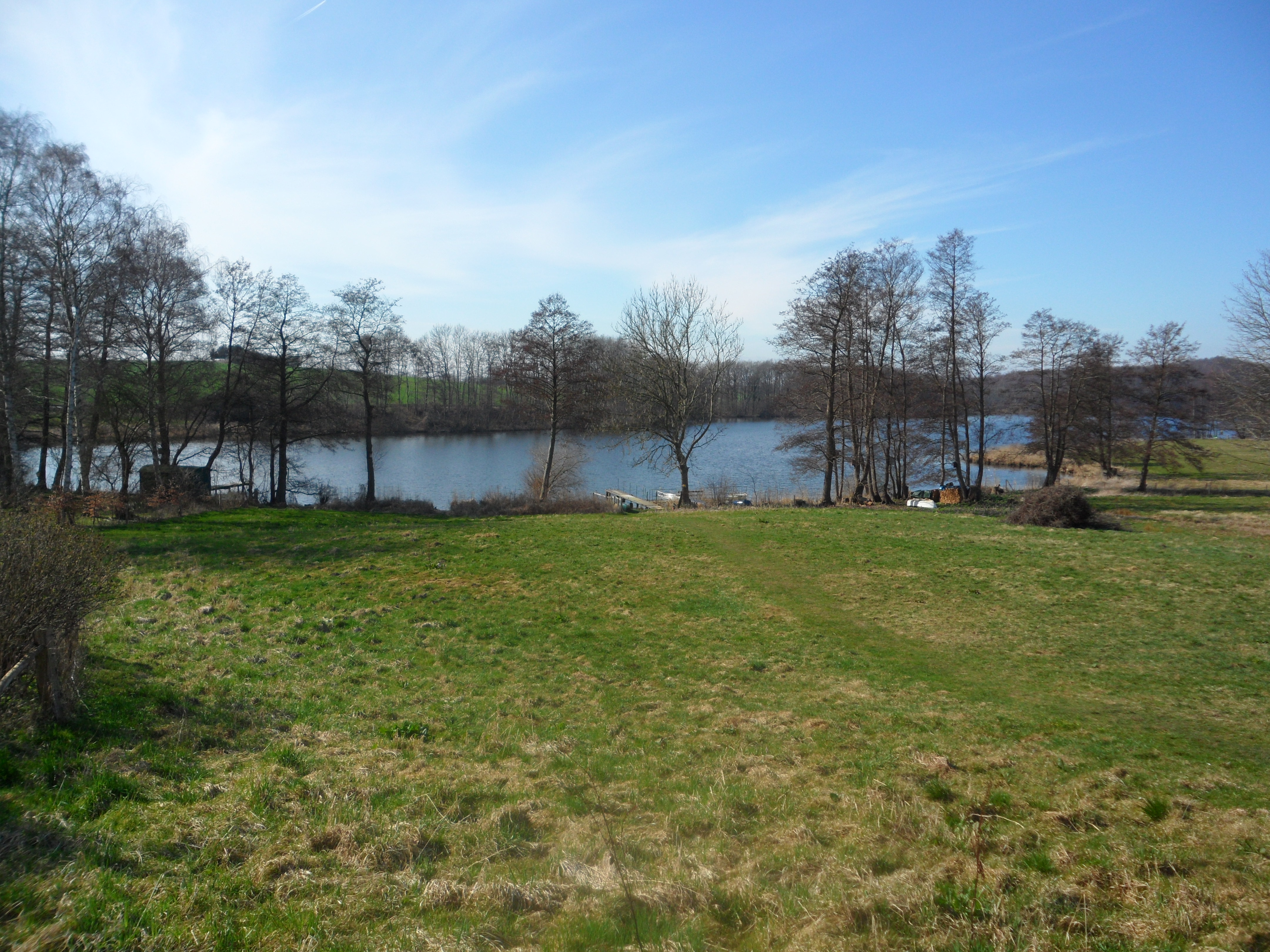

54°11′44″N 10°19′25″E / 54.1955°N 10.3235°E
維倫湖（德語：Wielener See），是德國的湖泊，位於該國北部石勒蘇益格-荷爾斯泰因州，由普倫縣負責管轄，面積0.25平方公里，平均水深6.2米，最大水深15.4米，湖岸線長度3.4公里。